# 贡多马尔体育俱乐部
贡多马尔体育俱乐部是一家葡萄牙职业足球俱乐部，位于葡萄牙波尔图区贡多马尔，成立于1921年5月1日，目前在葡萄牙足球锦标联赛作赛，主场为圣米格尔球场。

## 主场

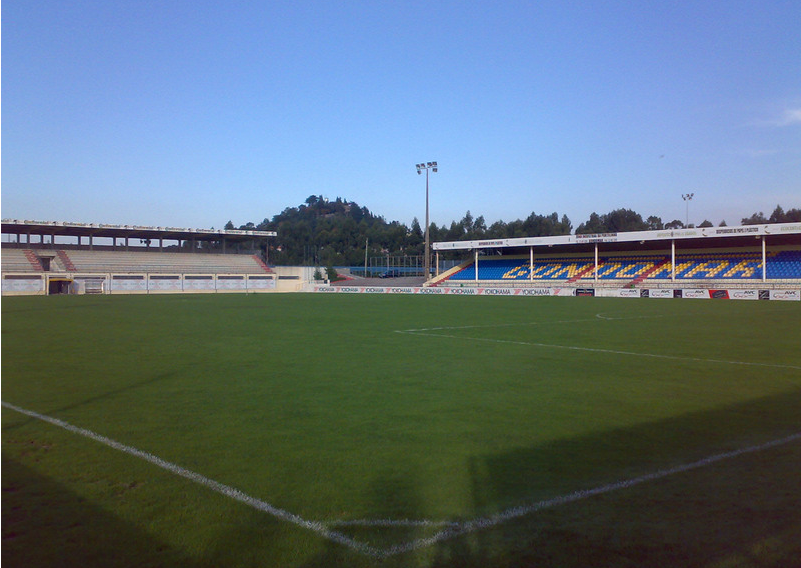
圣米格尔球场（贡多马尔）一瞥

|  |